# Шестакова (Тюменская область)
Шестакова  — деревня в Тюменской области Тобольского района  находится недалеко от реки Аремзянка, входит в состав Малозоркальцевского сельского поселения.

## Население
| 2010 |
| ---- |
| 132  |

## История
- 1931 году был организован колхоз им.Кугаевского, в 1953 году было объединение в колхоз "Путь коммунизма".

## Транспорт
- Автобусное сообщение